# Acraea micropunctata
Acraea micropunctata är en fjärilsart som beskrevs av Le Doux 1931. Acraea micropunctata ingår i släktet Acraea och familjen praktfjärilar. Inga underarter finns listade i Catalogue of Life.